# Мала рокада
Мала рокада је потез у шаху у коме се краљ помери два поља према топу који му је ближи, а топ пређе са друге стране краља. Записује се као 0-0. Мала рокада се више користи од велике због тога што се краљ ставља на безбедније место. Рокада је могућа само ако:
1. нема фигура између краља и топа
2. краљ није у шаху
3. краљ не дође или прође кроз поље које је нападнуто
4. краљ и топ се нису померили у току игре

## Примери
|   | a                             | b                             | c                             | d                             | e                             | f                             | g                             | h                             |   |
| 8 | e1 white king · h1 white rook | e1 white king · h1 white rook | e1 white king · h1 white rook | e1 white king · h1 white rook | e1 white king · h1 white rook | e1 white king · h1 white rook | e1 white king · h1 white rook | e1 white king · h1 white rook | 8 |
| 7 | e1 white king · h1 white rook | e1 white king · h1 white rook | e1 white king · h1 white rook | e1 white king · h1 white rook | e1 white king · h1 white rook | e1 white king · h1 white rook | e1 white king · h1 white rook | e1 white king · h1 white rook | 7 |
| 6 | e1 white king · h1 white rook | e1 white king · h1 white rook | e1 white king · h1 white rook | e1 white king · h1 white rook | e1 white king · h1 white rook | e1 white king · h1 white rook | e1 white king · h1 white rook | e1 white king · h1 white rook | 6 |
| 5 | e1 white king · h1 white rook | e1 white king · h1 white rook | e1 white king · h1 white rook | e1 white king · h1 white rook | e1 white king · h1 white rook | e1 white king · h1 white rook | e1 white king · h1 white rook | e1 white king · h1 white rook | 5 |
| 4 | e1 white king · h1 white rook | e1 white king · h1 white rook | e1 white king · h1 white rook | e1 white king · h1 white rook | e1 white king · h1 white rook | e1 white king · h1 white rook | e1 white king · h1 white rook | e1 white king · h1 white rook | 4 |
| 3 | e1 white king · h1 white rook | e1 white king · h1 white rook | e1 white king · h1 white rook | e1 white king · h1 white rook | e1 white king · h1 white rook | e1 white king · h1 white rook | e1 white king · h1 white rook | e1 white king · h1 white rook | 3 |
| 2 | e1 white king · h1 white rook | e1 white king · h1 white rook | e1 white king · h1 white rook | e1 white king · h1 white rook | e1 white king · h1 white rook | e1 white king · h1 white rook | e1 white king · h1 white rook | e1 white king · h1 white rook | 2 |
| 1 | e1 white king · h1 white rook | e1 white king · h1 white rook | e1 white king · h1 white rook | e1 white king · h1 white rook | e1 white king · h1 white rook | e1 white king · h1 white rook | e1 white king · h1 white rook | e1 white king · h1 white rook | 1 |
|   | a                             | b                             | c                             | d                             | e                             | f                             | g                             | h                             |   |

|   | a                             | b                             | c                             | d                             | e                             | f                             | g                             | h                             |   |
| 8 | f1 white rook · g1 white king | f1 white rook · g1 white king | f1 white rook · g1 white king | f1 white rook · g1 white king | f1 white rook · g1 white king | f1 white rook · g1 white king | f1 white rook · g1 white king | f1 white rook · g1 white king | 8 |
| 7 | f1 white rook · g1 white king | f1 white rook · g1 white king | f1 white rook · g1 white king | f1 white rook · g1 white king | f1 white rook · g1 white king | f1 white rook · g1 white king | f1 white rook · g1 white king | f1 white rook · g1 white king | 7 |
| 6 | f1 white rook · g1 white king | f1 white rook · g1 white king | f1 white rook · g1 white king | f1 white rook · g1 white king | f1 white rook · g1 white king | f1 white rook · g1 white king | f1 white rook · g1 white king | f1 white rook · g1 white king | 6 |
| 5 | f1 white rook · g1 white king | f1 white rook · g1 white king | f1 white rook · g1 white king | f1 white rook · g1 white king | f1 white rook · g1 white king | f1 white rook · g1 white king | f1 white rook · g1 white king | f1 white rook · g1 white king | 5 |
| 4 | f1 white rook · g1 white king | f1 white rook · g1 white king | f1 white rook · g1 white king | f1 white rook · g1 white king | f1 white rook · g1 white king | f1 white rook · g1 white king | f1 white rook · g1 white king | f1 white rook · g1 white king | 4 |
| 3 | f1 white rook · g1 white king | f1 white rook · g1 white king | f1 white rook · g1 white king | f1 white rook · g1 white king | f1 white rook · g1 white king | f1 white rook · g1 white king | f1 white rook · g1 white king | f1 white rook · g1 white king | 3 |
| 2 | f1 white rook · g1 white king | f1 white rook · g1 white king | f1 white rook · g1 white king | f1 white rook · g1 white king | f1 white rook · g1 white king | f1 white rook · g1 white king | f1 white rook · g1 white king | f1 white rook · g1 white king | 2 |
| 1 | f1 white rook · g1 white king | f1 white rook · g1 white king | f1 white rook · g1 white king | f1 white rook · g1 white king | f1 white rook · g1 white king | f1 white rook · g1 white king | f1 white rook · g1 white king | f1 white rook · g1 white king | 1 |
|   | a                             | b                             | c                             | d                             | e                             | f                             | g                             | h                             |   |

|   | a                             | b                             | c                             | d                             | e                             | f                             | g                             | h                             |   |
| 8 | e8 black king · h8 black rook | e8 black king · h8 black rook | e8 black king · h8 black rook | e8 black king · h8 black rook | e8 black king · h8 black rook | e8 black king · h8 black rook | e8 black king · h8 black rook | e8 black king · h8 black rook | 8 |
| 7 | e8 black king · h8 black rook | e8 black king · h8 black rook | e8 black king · h8 black rook | e8 black king · h8 black rook | e8 black king · h8 black rook | e8 black king · h8 black rook | e8 black king · h8 black rook | e8 black king · h8 black rook | 7 |
| 6 | e8 black king · h8 black rook | e8 black king · h8 black rook | e8 black king · h8 black rook | e8 black king · h8 black rook | e8 black king · h8 black rook | e8 black king · h8 black rook | e8 black king · h8 black rook | e8 black king · h8 black rook | 6 |
| 5 | e8 black king · h8 black rook | e8 black king · h8 black rook | e8 black king · h8 black rook | e8 black king · h8 black rook | e8 black king · h8 black rook | e8 black king · h8 black rook | e8 black king · h8 black rook | e8 black king · h8 black rook | 5 |
| 4 | e8 black king · h8 black rook | e8 black king · h8 black rook | e8 black king · h8 black rook | e8 black king · h8 black rook | e8 black king · h8 black rook | e8 black king · h8 black rook | e8 black king · h8 black rook | e8 black king · h8 black rook | 4 |
| 3 | e8 black king · h8 black rook | e8 black king · h8 black rook | e8 black king · h8 black rook | e8 black king · h8 black rook | e8 black king · h8 black rook | e8 black king · h8 black rook | e8 black king · h8 black rook | e8 black king · h8 black rook | 3 |
| 2 | e8 black king · h8 black rook | e8 black king · h8 black rook | e8 black king · h8 black rook | e8 black king · h8 black rook | e8 black king · h8 black rook | e8 black king · h8 black rook | e8 black king · h8 black rook | e8 black king · h8 black rook | 2 |
| 1 | e8 black king · h8 black rook | e8 black king · h8 black rook | e8 black king · h8 black rook | e8 black king · h8 black rook | e8 black king · h8 black rook | e8 black king · h8 black rook | e8 black king · h8 black rook | e8 black king · h8 black rook | 1 |
|   | a                             | b                             | c                             | d                             | e                             | f                             | g                             | h                             |   |

|   | a                             | b                             | c                             | d                             | e                             | f                             | g                             | h                             |   |
| 8 | f8 black rook · g8 black king | f8 black rook · g8 black king | f8 black rook · g8 black king | f8 black rook · g8 black king | f8 black rook · g8 black king | f8 black rook · g8 black king | f8 black rook · g8 black king | f8 black rook · g8 black king | 8 |
| 7 | f8 black rook · g8 black king | f8 black rook · g8 black king | f8 black rook · g8 black king | f8 black rook · g8 black king | f8 black rook · g8 black king | f8 black rook · g8 black king | f8 black rook · g8 black king | f8 black rook · g8 black king | 7 |
| 6 | f8 black rook · g8 black king | f8 black rook · g8 black king | f8 black rook · g8 black king | f8 black rook · g8 black king | f8 black rook · g8 black king | f8 black rook · g8 black king | f8 black rook · g8 black king | f8 black rook · g8 black king | 6 |
| 5 | f8 black rook · g8 black king | f8 black rook · g8 black king | f8 black rook · g8 black king | f8 black rook · g8 black king | f8 black rook · g8 black king | f8 black rook · g8 black king | f8 black rook · g8 black king | f8 black rook · g8 black king | 5 |
| 4 | f8 black rook · g8 black king | f8 black rook · g8 black king | f8 black rook · g8 black king | f8 black rook · g8 black king | f8 black rook · g8 black king | f8 black rook · g8 black king | f8 black rook · g8 black king | f8 black rook · g8 black king | 4 |
| 3 | f8 black rook · g8 black king | f8 black rook · g8 black king | f8 black rook · g8 black king | f8 black rook · g8 black king | f8 black rook · g8 black king | f8 black rook · g8 black king | f8 black rook · g8 black king | f8 black rook · g8 black king | 3 |
| 2 | f8 black rook · g8 black king | f8 black rook · g8 black king | f8 black rook · g8 black king | f8 black rook · g8 black king | f8 black rook · g8 black king | f8 black rook · g8 black king | f8 black rook · g8 black king | f8 black rook · g8 black king | 2 |
| 1 | f8 black rook · g8 black king | f8 black rook · g8 black king | f8 black rook · g8 black king | f8 black rook · g8 black king | f8 black rook · g8 black king | f8 black rook · g8 black king | f8 black rook · g8 black king | f8 black rook · g8 black king | 1 |
|   | a                             | b                             | c                             | d                             | e                             | f                             | g                             | h                             |   |